# H. Briggs
H. Briggs (de nombre de pila desconocido) fue un tenista británico. Ganó el evento individual de los Campeonatos Amateur Franceses, lo que hoy es el torneo de Roland Garros en su primera edición en 1891, venciendo al francés P. Baigneres en la final.
Briggs pudo participar en los Campeonatos Franceses por residir en Francia y pertenecer al Club Stade Français. La motivación para participar en el torneo fue una apuesta. Por aquel entonces sólo 5 tenistas participaron en el torneo, todos ellos amateurs, dado que no se aceptaron a los profesionales en los Campeonatos Franceses hasta 1934. Todos los partidos se jugaron en un solo día. Briggs ganó la final en una pista con hierba ante un puñado de espectadores, y aunque no se sabe casi nada sobre él, ha pasado a los anales de la historia como el primer vencedor de uno de los torneos del Grand Slam.

## Finales del Grand Slam

### Individuales (1)
| Resultado | Año  | Campeonato            | Superficie | Rival en la final | Resultado de la final |
| Ganador   | 1891 | Campeonatos Franceses | Hierba     | P. Baigneres      | 6–3, 6–2              |